# Số đề
Lô đề (hay số đề) là một trò chơi cờ bạc dựa theo kết quả xổ số hiện bị cấm tại Việt Nam.

## Tổng quan
Ở Việt Nam, xổ số kiến thiết được các công ty địa phương tổ chức mở thưởng với tần xuất khác nhau tùy thuộc vào từng nơi, nhưng điểm chung đều dựa trên các chữ số tận cùng (từ 2 đến 5 hoặc 6) của vé số để tính thưởng. Trò cờ bạc này dựa vào hai con số cuối của tất cả các giải làm giải thưởng, với giải đặc biệt gọi là "đề", những giải còn lại gọi là "lô". Thông thường lô đề sẽ dựa trên kết quả của xổ số kiến thiết miền Bắc, tuy nhiên (đặc biệt ở miền Nam) thì tùy vào từng nơi có thể sẽ có quy định nơi lấy kết quả khác nhau.
Ngoài cách chơi truyền thống này sẽ có những hình thức chơi khác nhau như đánh lô về đề vẫn tính, đánh đầu đít (lấy chữ số đầu tiên và cuối cùng), 3 càng, 4 càng (lấy 3, 4 chữ số thay vì 2 để có tỉ lệ trả thưởng cao hơn)...
Chủ đề là những người có tiền, có thể là 1 hay nhiều người hợp tác là chủ đề, họ mướn người đi ghi số cho họ, người ghi có thể là những người nghèo, thất nghiệp, vô nghề nghiệp, bán vé số, bán nước...
Tại Hà Nội, hệ thống "đại lý" số đề đã phát triển bám vào các cửa hàng xổ số thường và các quán trà đá, hoạt động khá công khai. Ngoài ra, hình thức đánh lô đề qua mạng Internet đã và đang dần phổ biến thông qua các đại lý trực tuyến hoặc các trang web cờ bạc.

## Hậu quả
Tương tự như các trò chơi cờ bạc khác, đa số là người chơi thua thiệt, nhưng vì tham, cay cú sát phạt nên cứ lao vào chơi mãi, hầu như không bao giờ dừng cuộc chơi. Kết cuộc cho dù thắng cũng thân tàn ma dại, tinh thần luôn bị ám ảnh bởi những con số, sức khỏe giảm sút, tình cảm của người thân không còn, uy tín xã hội cũng không còn, nhiều trường hợp mắc nợ nần nhiều quá phải bỏ trốn sống chui nhủi.

## Mức xử phạt
Ghi số đề là một trong những hành vi được quy định tại Điều 248, 249 Bộ luật Hình sự về các tội đánh bạc, tội tổ chức đánh bạc hoặc gá bạc. Việc ghi số đề là hành vi đánh bạc, ngoài ra nếu người nào có hành vi kích động, rủ rê, lôi kéo người khác cùng tham gia đánh bạc (như huyện đề, thư ký đề chẳng hạn) thì còn có thể phạm vào tội tổ chức đánh bạc với khung hình phạt cao hơn.
Theo quy định, người phạm tội đánh bạc có thể bị phạt tiền đến 50 triệu đồng hoặc phạt cải tạo không giam giữ đến 3 năm hoặc phạt tù đến 7 năm. Đối với người tổ chức đánh bạc hoặc gá bạc thì bị phạt tiền đến 300 triệu đồng hoặc phạt tù đến 10 năm.